# بی‌سیم

کاربردهای مختلف مخابرات بی‌سیم.

ارتباط بی‌سیم یا مخابرات بی‌سیم (به فرانسوی: Transmission sans fil) به انتقال اطلاعات بدون رابط سیم و به وسیلهٔ امواج الکترومغناطیسی گفته می‌شود. فاصله‌ای که اطلاعات انتقال داده می‌شود می‌تواند کوتاه یا بلند باشد.
واژه بی‌سیم پس از اختراع تلگراف بی‌سیم و در مقابل «مخابرات باسیم» (Transmission en fil) ابداع شد.  بی‌سیم‌ها انواع گوناگون دارند و در کاربردهای مختلف رسانه‌ای، صنعتی، نظامی، تفریحی، و در باندهای فرکانسی و توان‌های ارسال و دریافت متفاوت در کاربردهایی مانند تلفن سلولی، سامانه موقعیت‌یاب جهانی، دستگاه‌های کنترل از راه دور، صفحه کلید بی‌سیم و تلویزیون ماهواره‌ای مورد استفاده قرار دارند.

## تاریخچه

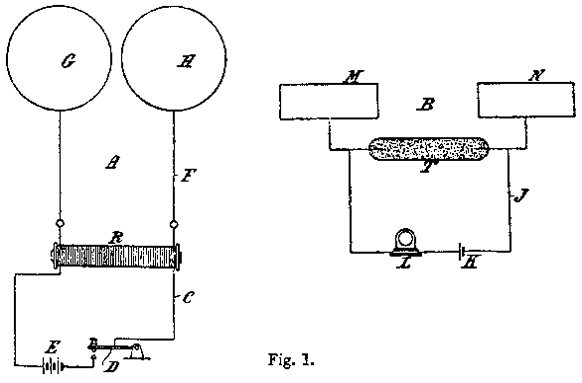
ساختار فرستنده و گیرنده مارکونی.

قدیمی‌ترین ارتباط بی‌سیم به دوران ماقبل دنیای مدرن بازمی‌گردد که از دود، آتش، پرچم، و غیره برای انتقال پیام در فواصل دور استفاده می‌شد. نظریه ریاضی امواج الکترومغناطیسی توسط ماکسول در سال ۱۸۷۳ میلادی پیشنهاد شد. هاینریش هرتز در سال ۱۸۸۷ میلادی وجود این امواج را نشان داد. مخابرات بی‌سیم رادیویی حدود سال ۱۸۹۷ میلادی توسط گولیلمو مارکونی ابداع شد. مارکونی موفق به ارسال تلگراف بی‌سیم برای حرف S در فاصله حدود سه کیلومتری شد. تلگراف بی‌سیم برای اولین بار توسط ارتش انگلستان در آفریقای جنوبی در سال ۱۹۰۰ در جنگ بوئر دوم مورد استفاده قرار گرفت. در این جنگ نیروی دریایی انگلیس از دستگاه مارکونی برای مکالمه میان کشتی‌هایش در خلیج دلاگوا استفاده کرد. تا سال ۱۹۰۱ میلادی پوشش رادیویی در سرتاسر اقیانوس آتلانتیک فراهم شده بود. از آنجایی که دریانوردان اولین مشتریان تلگراف بی‌سیم بودند، ارتباط بی‌سیم تا سال ۱۹۱۲ میلادی که کشتی تایتانیک از آن برای ارسال پیام کمک استفاده کرد مرسوم شده بودند. در سال ۱۹۰۶ میلادی رادیو با مدولاسیون دامنه توسط رجینالد ابری فسندن برای ارسال موسیقی ابداع شد. در سال ۱۹۱۸ میلادی ادوین هاوارد آرمسترانگ گیرنده سوپرهترودین را اختراع کرد که با استفاده از آن اولین مخابره رادیویی در سال ۱۹۲۰ میلادی در شهر پیتسبورگ انجام پذیرفت. در سال ۱۹۲۱ میلادی برای اولین بار دستگاه همراه بی‌سیم زمینی توسط پلیس دیترویت مورد استفاده قرار گرفت. در سال ۱۹۲۹ ولادیمیر زورکین اولین آزمایش ارسال تلویزیونی را انجام داد. در سال ۱۹۳۳ میلادی ادوین هاوارد آرمسترانگ مدولاسیون فرکانس را کشف کرد. اولین سیستم تلفن همراه برای عامه مردم در سال ۱۹۴۶ میلادی در پنج شهر آمریکا راه اندازی شد. این سامانه نیمه دو طرفه بود و از ۱۲۰ کیلوهرتز طول موج اف‌ام استفاده می‌کرد. در سال ۱۹۵۸ ارسال ماهواره SCORE شروع عصر مخابرات ماهواره‌ای را رقم زد. در حدود اواسط دهه ۱۹۶۰ میلادی، پهنای‌باند اف‌ام به ۳۰ کیلوهرتز کاهش داده شده بود. در دهه ۱۹۵۰ و ۱۹۶۰ رادیو ترانک اتوماتیک پیشنهاد شد که به وسیلهٔ آن سامانه کاملا دوطرفه پیشنهاد شد. در دهه ۱۹۷۰ میلادی مفهوم مخابرات سلولی همراه در آزمایشگاه‌های بل پیشنهاد شد. در دهه ۱۹۸۰ سامانه‌های نسل اول، دهه ۱۹۹۰ سامانه‌های نسل دوم استفاده شدند. در طی قرن بیستم میلادی گونه‌های مختلفی از سامانه‌های بی‌سیم به وجود آمده و بعدها رو به زوال گذاشتند. به عنوان مثال در حالی که ارسال سیگنال تلویزیونی در ابتدا توسط فرستنده‌های بی‌سیم رادیویی انجام می‌شد، این فرستنده‌ها به‌تدریج جای خود را به خطوط کابلی می‌دهند. مدارهای ریزموج انتقال نقطه به نقطه‌ای که پشتوانه شبکه مخابراتی بوده‌اند در حال جایگزینی با فیبرهای نوری هستند. از طرف دیگر بخشی از سیستم‌های تلفن که قبلاً تماماً شبکه‌ای سیمی بوده جای خود را به تلفن‌های همراه داده است. این تغییرات معمولاً تحت تأثیر ظهور تکنولوژی‌های جدید صورت می‌پذیرد.
مخابرات بی‌سیم به عنوان رشته‌ای علمی از دهه ۱۹۶۰ میلادی مورد مطالعه بوده، اما از اواسط دهه ۹۰ میلادی تحقیقات روی آن شدت یافته است. این متأثر از دلایل متعددی بوده است. افزایش تقاضاهای مردمی برای ارتباطات بی‌سیم اولین دلیل می‌باشد. تا انتهای دهه اول قرن بیست و یکم تقاضاها عمدتاً به سیستم‌های تلفن همراه مربوط می‌شده است چنانچه در سال ۲۰۰۲ میلادی تعداد تلفن‌های همراه در سطح جهان از تعداد تلفن‌های با خط ثابت فراتر رفت. در سال ۲۰۰۵ میلادی میلادی حدود دو بیلیون کاربر تلفن همراه در دنیا وجود داشته است. در ماه نوامبر ۲۰۰۷ این تعداد تلفن‌های همراه به ۳٫۳ بیلیون رسید. اما انتظار می‌رود که در آینده کاربردهای انتقال بی‌سیم داده (اطلاعات) از اهمیت بیشتری برخوردار شود. دلیل دوم توجه به سامانه‌های بی‌سیم پیشرفت چشمگیر در تکنولوژی VLSI بوده که امکان پیاده‌سازی الگوریتم‌های پردازش سیگنال‌های پیچیده را در ابعاد کم و با توان مصرفی کم فراهم کرده است. نهایتاً دلیل سوم موفقیت استانداردهای مخابرات بی‌سیم دیجیتال نسل دوم و خصوصاً استاندارد دسترسی چندگانه تقسیم کدی (CDMA) بوده است. اما از آنجایی که سامانه‌های نسل دوم شبکه تلفن همراه اساساً برای انتقال صوت طراحی شده بودند و ویژگی‌های اصلی آن‌ها مانند نرخ مخابره و تأخیر زمانی قابل قبولشان برای کاربردهای صوتی تنظیم شده بود، نسل سوم شبکه تلفن همراه ظهور و توسعه یافته‌اند. در حال حاضر محققان در حال تحقیق و توسعه نسل چهارم شبکه تلفن همراه هستند که نرخ انتقال را تا ۱۰ تا ۱۰۰ مگابیت بر ثانیه برای هر کاربر فراهم می‌کند (شبکه‌های امروزی نسل سوم امکان انتقال داده تا سرعت ۲ مگابیت بر ثانیه را در برخی از نقاط جهان فراهم کرده‌اند). انتظار می‌رود که نسل چهارم تلفن‌های همراه کاربردهای زیادی در تجارت الکترونیکی و تجارت همراه داشته باشد.

## ساختار

نمایش شماتیک اجزای یک سامانه مخابرتی بی‌سیم.

### کانال ارتباطی
برخلاف مخابرات باسیم که هر جفت فرستنده و گیرنده به وسیلهٔ رابط‌های مجزا به هم متصل شده‌اند، در مخابرات بی‌سیم کاربران در هوا مخابره کرده و تداخل زیادی بین آن‌ها وجود دارد. این تداخل متشکل از تداخلی است که بین فرستنده‌هایی که با یک گیرنده خاص در ارتباط هستند، تداخلی که بین یک فرستنده خاص و چند گیرنده اش وجود دارد، و تداخلی که بین جفت‌های مختلف از فرستنده و گیرنده وجود دارد.

#### نحوی انتشار امواج
امواج رادیویی فرکانس پایین هنگام حرکت معمولاً سطح زمین را دنبال می‌کنند، ولی امواج با فرکانس بالاتر (مثلاً حدود ۳۰۰ مگاهرتز) در خطوط مستقیم منتشر می‌شوند. فرکانس کاری مخابرات بی‌سیم در فضای باز فرکانس‌های زیر ۳۰ گیگاهرتز است، زیرا امواج با فرکانس بالاتر تضعیف قابل ملاحظه‌ای در جو داشته و به‌علاوه تولید امواج با این فرکانس، تقویت، مدولاسیون و آشکارسازی آن‌ها از لحاظ عملی مشکل می‌باشد. در فرکانس‌های بالاتر از ۱۰۰۰ گیگاهرتز وارد مخابرات نوری می‌شویم که در حال حاضر تنها از طریق فیبرهای نوری (و نه در فضای باز) انجام می‌پذیرد.
تفاوت‌های عمده مخابرات بی‌سیم با مخابرات باسیم وجود محوشدگی و تداخل است. این دو موضوع پژوهش‌گران را با چالش‌هایی روبرو کرده که در مخابرات با سیم وجود نداشته و بخش عمده‌ای از مطالعات به آن‌ها اختصاص داده شده است. پدیده محوشدن به تغییرات زمانی کیفیت کانال گفته می‌شود. محو شدگی به دلیل برهم کنش سیگنال‌هایی که از چند مسیر مختلف در هوا از فرستنده به گیرنده می‌رسند (محوشدگی چند مسیری)، و همچنین به دلیل از دست رفتن یک مسیر بین فرستنده و گیرنده به دلیل ضعیف شدن آن مسیر یا قرار گرفتن یک مانع در مسیر (سایه کردن موانع) است.

حرکت فرستنده می‌تواند منجر به ضعیف شدن کیفیت مسیرها شده تا حدی که مسیر ارتباطی را عملاً قطع کند. حرکت فرستنده یا گیرنده یکی از دلایل محو شدگی است.

نمایش وجود چند مسیر بین فرستنده و گیرنده در مخابرات بی‌سیم. وجود چند مسیر مختلف از دلایل محو شدگی است زیرا باعث می‌شود که یک سیگنال خاص با تأخیر و اختلاف فازهای متفاوت در گیرنده دریافت شده و این اختلاف فاز باعث بوجود آمدن تغییرات ناخواسته در دامنه سیگنال دریافتی می‌شود.

نمایش قرار گرفتن یک مانع در مقابل یکی از مسیرها (سایه کردن shadowing) یکی از دلایل محو شدگی است..

به‌صورت سنتی طراحان سامانه‌های بی‌سیم تلاش می‌کرده‌اند که قابلیت اطمینان مخابرات بر روی هوا را از طریق مقابله با تداخل و محو شدگی افزایش دهند. مطالعات جدیدتر به سمت بهینگی استفاده از پهنای‌باند متمایل شده و تلاش داشته به محوشدگی به عنوان یک موقعیت که می‌تواند مورد بهره‌برداری قرار بگیرد نگاه کند.

## امواج

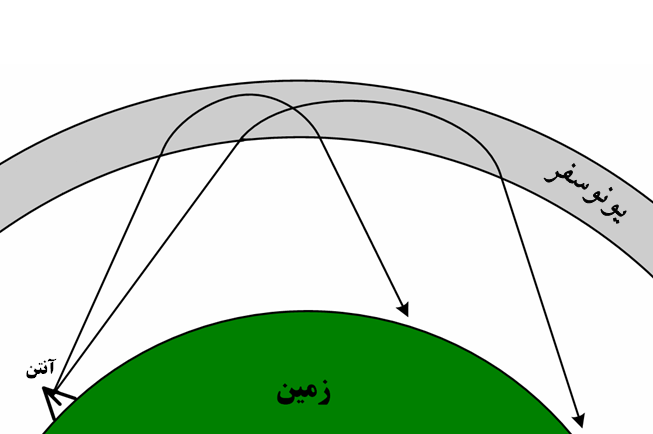
رفتار موج‌های رادیویی کوتاه در برخورد با یون‌کره

طرح ابتدایی از در هواکره زمین از لحاظ انتقال طول موج‌های مختلف موج‌های الکترومغناطیسی در آن

گستره فرکانسی به صورت دلبخواهی به باندهای مختلفی تقسیم‌بندی شده است. بخش‌های مختلف طیف به کاربران مختلف مانند رادیو و تلویزیون و تلفن بی‌سیم و غیره اختصاص داده است. معروفترین دسته‌بندی گستره فرکانسی، دسته‌بندی اتحادیه بین‌المللی مخابرات راه دور (ITU) می‌باشد.
| نام باند           | اختصار | باند آی‌تی‌یو شماره | بسامد و طول موج در هوا                 | نمونه استفاده |
| ------------------ | ------ | ----------------- | -------------------------------------- | --- |
| بسامد خیلی پایین   | VLF    | ۴                 | ۳–۳۰ کیلوهرتز ۱۰۰ کیلومتر – ۱۰ کیلومتر | ارتباطات زیردریایی، فانوس‌های بهمن، مانیتورهای بی‌سیم ضربان قلب، ژئوفیزیک                                                                  |
| بسامد پایین        | LF     | ۵                 | ۳۰–۳۰۰ کیلوهرتز ۱۰ کیلومتر – ۱ کیلومتر | ناوبری رادیویی، سیگنال‌های زمانی، پخش‌همگانی موج‌بلند AM, سامانه بازشناسی با امواج رادیویی                                                  |
| بسامد متوسط        | MF     | ۶                 | ۳۰۰–۳۰۰۰ کیلوهرتز ۱ کیلومتر – ۱۰۰ متر  | پخش AM (موج متوسط)، رادیو آماتور |
| بسامد بالا         | HF     | ۷                 | ۳–۳۰ مگاهرتز ۱۰۰ متر – ۱۰ متر          | موج کوتاه broadcasts, citizens' band radio, amateur radio and over-the-horizon aviation communications, سامانه بازشناسی با امواج رادیویی |
| بسامد خیلی بالا    | VHF    | ۸                 | ۳۰–۳۰۰ مگاهرتز ۱۰ متر – ۱ متر          | FM, تلویزیون، پخش و ارتباطات خط دید زمین به هوا و هواپیما به هواپیما. ارتباطات سیار زمینی و دریایی، رادیو آماتور                         |
| بسامد فرابالا      | UHF    | ۹                 | ۳۰۰–۳۰۰۰ مگاهرتز ۱ متر – ۱۰۰ میلیمتر   | پخش همگانی تلویزیونی، فِرها ریزموج، تلفن همراه، LANGPS بی‌سیم و رادیوهای دوطرفه مانند Land Mobile، رادیو FRS و GMRS، رادیو آماتور، بلوتوث  |
| بسامد ابربالا      | SHF    | ۱۰                | ۳–۳۰ گیگاهرتز ۱۰۰ میلی‌متر – ۱۰ میلی‌متر | دستگاه‌ها ریزموج، LAN بی‌سیم، نوین‌ترین رادارها، ماهواره‌های مخابراتی، رادیو آماتور                                                          |
| بسامد بینهایت بالا | EHF    | ۱۱                | ۳۰–۳۰۰ گیگاهرتز ۱۰ میلی‌متر – ۱ میلی‌متر | ستاره‌شناسی رادیویی، تکرارکننده رادیویی ریزموج فرکانس-بالا، ریزموج، رادیو آماتور، سنجش از دور،                                            |

## انواع شبکه‌های بی‌سیم
شبکه‌های بی‌سیم انواع مختلف دارند. شکل زیر دسته‌بندی کلی شبکه‌های بی‌سیم را نمایش می‌دهد:
|          | شبکه شخصی بی‌سیم (WPAN)                            | شبکه محلی بی‌سیم (WLAN)                                     | شبکه کلان‌شهری بی‌سیم (WMAN)                              | شبکه گسترده بی‌سیم (WWAN)                                           |
| فناوری   | - بلوتوث - باند فوق وسیع (UWB)                    | - IEEE 802.11 B - IEEE 802.11 E - IEEE 802.11 G یا وای-فای | - IEEE ۸۰۲٫۱۶ - IEEE 802.16 E - IEEE 802.16 E یا وایمکس | - GSM - GPRS - دسترسی چندگانه تقسیم کدی - ۲٫۵G - ۳٫۵G              |
| نرخ داده | نرخ داده متوسط ۱ تا ۲ مگابیت بر ثانیه             | نرخ داده بالا ۱۱ تا ۵۴ مگابیت بر ثانیه                     | نرخ داده خیلی بالا تا ۲۶۸ مگابیت بر ثانیه               | نرخ داده پایین تا متوسط ۱۰ کیلوبیت بر ثانیه تا ۲٫۴ مگابیت بر ثانیه |
| محدوده   | محدوده خیلی کوتاه ۳ متر                           | محدوده نزدیک ۱۰۰ متر                                       | محدوده متوسط ۵۰ کیلومتر                                 | برد خیلی وسیع (جهانی)                                              |
| اتصال    | لپ‌تاپ به کامپیوتر، به لوازم جانبی دستگاه به سیستم | کامپیوتر به کامپیوتر و اینترنت                             | شبکه محلی یا کامپیوتر به خط اینترنت سیمی با سرعت بالا   | تلفن‌های هوشمند و دستیار دیجیتال شخصی به شبکه‌های گسترده و اینترنت   |
| -------- | ------------------------------------------------- | ---------------------------------------------------------- | ------------------------------------------------------- | ------------------------------------------------------------------ |

### شبکه شخصی
به عنوان نمونه به «شبکه‌های حسگر بی‌سیم» می‌پردازیم.

#### شبکه‌های حسگر بی‌سیم

یک شبکه حسگر بی‌سیم. حسگرها (سنسورها) می‌تواند از طریق حسگرهای واسطه اطلاعاتشان را به واحد مرکزی منتقل کنند.

شبکه‌های حسگر بی‌سیم متشکل از تعداد زیادی حسگر ارزان دارای محدودیت محاسباتی و با باتری محدود می‌باشد که در یک محیط پخش شده‌اند. این حسگرها به جمع‌آوری اطلاعات پرداخته و آن را به یک واحد مرکزی از طریق ارتباط بی‌سیم گزارش می‌کنند. حسگرها می‌توانند با همدیگر نیز ارتباط برقرار کنند. در برخی موارد حسگرها با مشاهده یک واقعه باید سریعاً آن را گزارش کرده، یا فعالیتی را انجام دهند این شبکه‌ها دارای استفاده‌های متعددی از جمله جمع‌آوری اطلاعات و نظارت بر محیط زیست، نظارت بر سلامتی، خودکارسازی صنعتی و غیره می‌باشند. حسگرها می‌توانند برخی از کمیت‌های فیزیکی یا شرایط محیطی مانند دما، رطوبت، فشار، نور محیط یا حرکت را اندازه‌گیری کنند. در برخی کاربردها مانند گزارش یک حادثه لازم است که حسگرها موقعیت خود را بدانند. به دلیل محدود بودن باتری طراحی شبکه‌های حسگر چالش‌انگیز بوده است. همچنین حسگرها همچنین باید به مدت طولانی به فعالیت خود ادامه بدهند بدون اینکه نیاز به مدیریت از خارج داشته باشند. در حال حاضر تحقیقات بر روی شبکه‌های حسگر ادامه دارد.

### شبکه محلی
شبکه‌های محلی به کاربران اجازه می‌دهد که آزادانه در منطقه پوشش داده شده حرکت کنند. انعطاف‌پذیری، سرعت بالا، مقرون به صرفه بودن شبکه محلی بی‌سیم و امکان استفاده از طیف فرکانسی بدون مجوز با توان ارسالی کم باعث رشد و جذابیت شبکه‌های محلی شده است. عامل دیگر رشد شبکه‌های محلی به وجود آمدن استاندارد ۸۰۲٫۱۱ IEEE در سال ۱۹۹۷ میلادی است که نسخه بعدی آن در سال ۱۹۹۹ به همراه متمم‌های بعدی سرعت انتقال تا ۵۴ مگابیت در ثانیه را ممکن ساخته است.

### شبکه کلان‌شهری و گسترده
به عنوان نمونه به «شبکه سلولی تلفن همراه» می‌پردازیم.

#### شبکه سلولی تلفن‌همراه

نمونه‌ای شماتیک از یک شبکه سلولی. هر سلول ناحیه‌ای است که توسط یک برج پوشش داده شده است.

یک شبکه سلولی متشکل از تعدادی مشترک دارای تلفن همراه و تعدادی برج مخابراتی تشکیل شده است. کاربران دارای تلفن همراه می‌توانند درون ساختمان‌ها، در خیابان یا هر جایی باشند. برج‌های مخابراتی وظیفه پوشش و ارائه خدمات به تلفن‌های همراه را بر عهده دارند. یک سلول به ناحیه‌ای گفته می‌شود که توسط یک برج پوشش داده می‌شود. در برخی از تصاویر شماتیکی که از سلول‌ها کشیده می‌شود یک شهر یا ناحیه را به سلول‌های شش ضلعی‌هایی تقسیم می‌کنند که در مرکز هر شش ضلعی یک برج قرار دارد. این تصویر با آنچه در عمل اتفاق می‌افتد دارد تفاوت دارد. برج‌ها معمولاً در بلندی‌ها و در زمین‌هایی که قابل خریداری باشد نصب می‌کنند و این محل‌ها همیشه نمی‌تواند مرکز شش ضلعی باشد. به‌علاوه ناحیه پوشش داده شده توسط یک برج به پستی و بلندی‌ها و موانع اطراف آن بستگی دارد و لزوماً شش ضلعی نیست. مواردی ممکن است پیش بیاید که یک تلفن همراه کیفیت سیگنال خوبی به نزدیک‌ترین برج (از نظر فاصله جغرافیایی) نداشته باشد.
هنگام برقراری تماس، تلفن همراه به نزدیکترین برج وصل می‌شود. برج‌های یک ناحیه خود به یک «مرکز راه گزینی» وصل هستند که توسط خطوط سیمی با سرعت بالا یا اتصالات ماکرویوی به شبکه عمومی تلفن وصل می‌شود و از آنجا به مقصد می‌رود. همان‌طور که مشاهده می‌شود شبکه تلفن همراه شبکه مجزایی از شبکه سنتی تلفن‌های باسیم معمولی نیست، بلکه ساختاری است که به شبکه سنتی تلفن اضافه شده است.
نسل اول
این سامانه‌ها از قدیمی‌ترین سامانه‌های بی‌سیم هستند که یک ویژگی مشخصه آن‌ها آنالوگ بودنشان است. نمونه‌ای از این سامانه‌ها خدمات تلفن همراه پیشرفته (AMPS) است که در آمریکا در دهه ۸۰ قرن بیستم طراحی شده و صدا را بر روی یک حامل مدوله می‌کند. کاربران مختلف در یک سلول فرکانس‌های مختلفی دارند و سلول‌های مجاور از مجموعه فرکانسی متفاوتی استفاده می‌کنند. سلول‌هایی که به اندازه کافی از هم دور باشند می‌توانند از یک فرکانس مشترک استفاده کنند زیرا تداخل آن‌ها بر روی هم ناچیز خواهد بود.
نسل دوم
برخلاف نسل اول، سامانه‌های نسل دوم شبکه تلفن همراه دیجیتال هستند. نمونه‌هایی از این سامانه‌ها به شرح روبرو می‌باشد: جی‌اس‌ام که در استاندارد آن در اروپا وضع شد ولی امروزه در همه جای دنیا استفاده می‌شود، سیستم TDMA که در آمریکا استاندارد آن وضع شد و سومین دسترسی چندگانه تقسیم کدی (CDMA) است.
نسل سوم
انگیزه اصلی ظهور این سامانه‌ها این بود که سامانه‌های نسل دوم اساساً برای انتقال صوت طراحی شده بودند و ویژگی‌های اصلی آن‌ها مانند نرخ مخابره و تأخیر زمانی قابل قبولشان برای کاربردهای صوتی تنظیم شده بود. در کاربردهای انتقال داده نیاز به ارسال با نرخ بالاتر بوده و به‌علاوه ویژگی‌های زیر را دارند:
(۱) در بسیاری از موارد تقاضا برای ارسال داده انفجاری می‌باشد به این معنی که کاربری ممکن است برای مدت طولانی تقاضایی نداشته باشد اما در یک لحظه تقاضای انتقال مقدار زیادی داده در زمان کوتاه را داشته باشد. در کاربردهای صوتی معمولاً سطح تقاضا برای انتقال داده ثابت است.
(۲) صدا محدودیت تأخیر انتقالی در ابعاد ۱۰۰ میلی‌ثانیه دارد (یعنی ضروری است که در این مدت زمان اطلاعات مربوط به صدا به شنونده برسد). اما در کاربردهای مربوط به انتقال داده ممکن است تأخیر مورد پذیرش خیلی کمتر (مثلاً هنگامی که دو نفر مشغول انجام یک بازی هستند) یا خیلی بیشتر (مثلاً هنگام بار کردن یک صفحه اینترنتی) باشد. محدوده حداکثر تأخیر زمانی مورد پذیرش خیلی می‌تواند متغیر باشد.
نسل چهارم
در حال حاضر محققان در حال تحقیق و توسعه نسل چهارم شبکه تلفن همراه هستند که نرخ انتقال را تا ۱۰ تا ۱۰۰ مگابیت بر ثانیه برای هر کاربر فراهم می‌کند (شبکه‌های امروزی نسل سوم امکان انتقال داده تا سرعت ۲ مگابیت بر ثانیه را در برخی از نقاط جهان فراهم کرده‌اند). این سامانه‌ها همچنین امکان استفاده هم‌زمان شبکه‌های بی‌سیم و تلفن‌های همراه متنوع و ناهمگن را فراهم می‌کنند. انتظار می‌رود که نسل چهارم تلفن‌های همراه کاربردهای زیادی در تجارت همراه داشته باشد. تلفن‌های همراه قابلیت مشخص کردن موقعیت جغرافیایی شخص را داشته و پیش‌بینی می‌شود خدماتی ارائه کنند که خیلی شخصی بوده و به موقعیت و پیش زمینه شخص بستگی داشته باشند. این خدمات شامل پیدا کردن افراد دیگر، جهت‌یابی از روی نقشه، یافتن محصولات مورد نیاز، خدمات تفریحی مانند پخش ویدیو یا موسیقی درخواستی، بازی‌های رایانه‌ای چندنفره، کاربردهای مالی مانند انجام امور بانکی، سهامی، نقل و انتقال مالی، مدیریت خدمات فعال و مزایده‌های موبایل خواهد بود.

## مدل‌سازی ریاضی

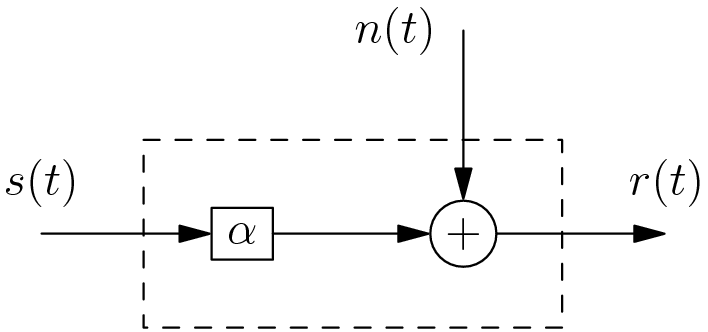
ساده‌ترین مدل برای مخابره نقطه به نقطه با یک آنتن فرستنده و یک آنتن گیرنده.

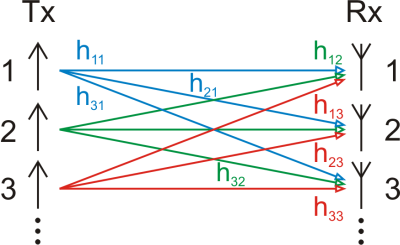
ساده‌ترین مدل برای مخابره نقطه به نقطه با چندین آنتن فرستنده و چندین آنتن گیرنده.

ساده‌ترین مدلی که برای مخابره نقطه به نقطه می‌توان در نظر گرفت این است که سیگنال ارسالی در ضریب {\displaystyle \alpha } که عددی بین صفر و یک است ضرب شده (تضعیف شدن سیگنال در هنگام طی مسیر) و سپس با اغتشاشاتی (نویز) که توزیع گوسی دارند جمع شده و در گیرنده دریافت می‌شود.

## مسائل امنیتی
ماهیت باز سامانه‌های بی‌سیم امکان شنود را به آسانی فراهم می‌کند. هر گیرنده‌ای که در فرکانس مربوط تنظیم شود توانایی دریافت سیگنال را داشته و به‌علاوه امکان فهمیدن اینکه چه کسی سیگنال را شنود می‌کند وجود ندارد. گاهی صرف وجود سیگنال می‌تواند اطلاعات خصوصی افراد را فاش کند؛ مثلاً استفاده از تلفن همراه ممکن است موقعیت شخص و حرکات او را تا حدی آشکار کند. امروزه استفاده از سامانه‌های وای-فای رواج یافته و در صورتی که اطلاعات رمزگذاری نشوند یا از روش‌های رمزگذاری قدیمی مانند معادل امنیت سیمی (WEP) استفاده شود، امکان سرقت اطلاعات وجود دارد. گمان می‌رود که اطلاعات بانکی کارت‌های اعتباری بیش از ۴۵ میلیون نفر از مشتریان شرکت تی‌جی‌مکس بخاطر استفاده از الگوریتم WEP به سرقت رفته است.

## برای مطالعهٔ بیشتر
- "راهنمای زیرساخت‌های کم هزینه بی‌سیم در کشورهای در حال توسعه (Wireless Networking in the Developing World)" (PDF) (به انگلیسی). Hacker Friendly LLC. Retrieved 21 September 2010.